# Biodiritto
Il biodiritto è la disciplina che si occupa in prospettiva critica delle dimensioni giuridiche relative alle scienze della vita e alla cura della salute umana. Questa definizione richiama il concetto di bioetica, il quale è stato originariamente formulato da Warren T. Reich (autore di Encyclopedia of Bioethics) come "Lo studio sistematico della condotta umana nell'ambito delle scienze della vita e dell'assistenza sanitaria, esaminato alla luce dei valori e principi morali". Sebbene la prospettiva metodologica tra biodiritto e bioetica sia diversa, con il primo focalizzato sulla dimensione giuridica e il secondo sulla dimensione morale, entrambi condividono lo stesso oggetto, ossia le scienze della vita e la cura della salute umana.

## Confronto tra biodiritto e bioetica
Il biodiritto si occupa delle questioni legali legate alle scienze della vita e alla salute umana, mentre la bioetica si concentra sui valori morali in queste stesse aree. Pur concentrandosi su aspetti diversi: quello legale per il biodiritto e quello morale per la bioetica, entrambi trattano le stesse tematiche. Il biodiritto può essere compreso meglio analizzando le origini e lo sviluppo della bioetica, prima di esaminarne gli aspetti legali.

## Le biotecnologie tra potenzialità e rischi
L'azione umana sta producendo sia aspetti positivi che negativi sull'ambiente terrestre, in quest'ottica l'epoca geologica attuale viene definita come l'Antropocene. Le biotecnologie, con il loro rapido avanzamento, offrono progressi significativi nelle conoscenze sulle dinamiche biologiche e genetiche umane.
Una delle più recenti tematiche che ha attirato l'attenzione delle riviste non solo specialistiche sui limiti che lo studio delle scienze della vita deve riconoscere a tutela dei diritti e, secondo alcuni, a tutela della dignità dell'essere umano è stata quella relativa al genome editing.
Attraverso un tipo di ingegneria genetica facilmente utilizzabile, in cui porzioni di DNA sono selezionate, rimosse e sostituite utilizzando nucleasi artificialmente costruite in grado di funzionare come "forbici molecolari" (CRISPR), un gruppo di ricercatori dell'Università cinese di Guangzhou ha effettuato un esperimento tentando di modificare il genoma di alcuni embrioni umani.

## Il ruolo del diritto che regola il campo delle biotecnologie
Al diritto che regola le biotecnologie viene affidata la responsabilità di limitare il potere in funzione della dignità e della promozione dei diritti umani. Si propone l'approccio delle "3 A": un diritto "aperto" ai contributi scientifici e antropologici, "aggiornato" rispetto ai rapidi sviluppi scientifici, e "attento" alle peculiarità delle scienze della vita.

### Diritto aperto
Con "diritto aperto" si intende l'apertura dei processi legislativi alle dimensioni scientifiche e antropologiche, evidenziando la necessità di coinvolgere esperti scientifici nei processi decisionali.
Si possono trovare una serie di esempi riferibili all'intervento di organi tecnici che assistano le assemblee legislative nel momento in cui affrontano tematiche particolarmente complesse dal punto di vista scientifico ed etico.
Un esempio specifico al riguardo è rappresentato dalle Lois de bioéthique francesi con cui il Parlamento ha inserito all'interno del Code de la santé publique (1994) e poi modificato nel 2011 una serie di principi relativi alla biomedicina.
Il Parlamento del Regno Unito ha condotto una serie di passaggi tesi ad acquisire sia informazioni di carattere scientifico che pareri di natura etica per modificare leggi riguardo la procreazione medicalmente assistita. Prima di approvare il documento si è rivolto per tre volte a un comitato di esperti della Human Embryology and Fertilisation Authority (HFEA), per poi richiedere un ulteriore parere specifico al Nuffield Council on Bioethics.
Inoltre nel Regno Unito nel 2009 si era aperta una consultazione pubblica nel momento in cui il Director of Public Prosecutions (DPP) voleva legiferare riguardo al reato di assistenza al suicidio.
In Italia viene criticata l'assenza di canali istituzionali specifici, e si sottolinea come il rispetto dei dati scientifici possa configurarsi come obbligo costituzionale. Nel contesto del diritto alla salute, la giurisprudenza costituzionale sottolinea l'importanza della scienza come parametro interposto di costituzionalità. Leggi che vietano cure benefiche o impongono trattamenti nocivi in contrasto con la scienza sono considerate incostituzionali in quanto violano il diritto alla salute sancito dall'art. 32 della Costituzione. La considerazione dei dati scientifici diventa quindi non solo un elemento funzionale all'efficacia e alla legittimazione della legge, ma anche un requisito per la sua legittimità costituzionale.
L'integrazione della scienza nelle politiche e nella giurisprudenza non solo è cruciale per garantire il rispetto dei diritti fondamentali dei cittadini, ma anche per promuovere una società informata e responsabile, e aprire dibattiti pubblici informati e partecipati su questioni su questioni etiche e scientifiche.

### Diritto aggiornato
Alcuni ordinamenti legali utilizzano strumenti per legare l'efficacia della legge a una sua revisione nel tempo. Al contrario, l'ordinamento francese prevede una rivalutazione delle leggi sulla bioetica ogni sette anni. Questi strumenti creano delle frizioni rispetto alle tradizionali categorie giuridiche, ma sono utili per mantenere il diritto aggiornato in settori ad alto tasso di variabilità. Si possono distinguere due tipi di "legislazioni a scadenza": quelle che si basano su mutamenti scientifici e quelle che si basano su mutamenti etici e sociali. Anche la giurisprudenza tiene conto del fattore tempo, come dimostrano alcune sentenze in materia di biotecnologie. Ad esempio, la Corte europea dei diritti dell'uomo ha considerato irrilevanti i mutamenti intervenuti nel tempo nell'interpretazione di una legge austriaca sulla fecondazione eterologa.

### Diritto attento
Il diritto che disciplina le biotecnologie dovrebbe prestare particolare attenzione alle specificità dei casi concreti per evitare soluzioni discriminatorie e irragionevoli.
Per affrontare specificità come la procreazione assistita, alcuni Paesi come la Francia e il Regno Unito hanno istituito organi indipendenti che completano e integrano la legislazione con regolamenti e linee guida. Questi organi, come l'Agence de la biomédecine e la Human Fertilization and Embryology Authority, autorizzano pratiche specifiche, tenendo conto delle peculiarità di ogni caso. Anche dal punto di vista giurisdizionale, si considerano le specificità dei casi. In generale, per evitare soluzioni contraddittorie e inefficaci, il diritto dovrebbe considerare ogni singolo caso, offrendo soluzioni flessibili e adattate alle specificità di ciascuno.

## Sperimentazioni
Dal secondo dopoguerra, un crescente interesse per l'eticità delle sperimentazioni cliniche e le esigenze dei pazienti è emerso a causa delle atrocità naziste nei campi di sterminio. Il dottor Josef Mengele, noto come l'"angelo della morte", condusse esperimenti crudeli su bambini gemelli omozigoti, contribuendo all'istituzione del Codice di Norimberga nel 1947. Questo codice ha introdotto il concetto di "consenso informato" come requisito etico fondamentale per la ricerca sperimentale su esseri umani.
Negli anni '60, il clima culturale in Nord-America ha visto tentativi di normazione, con la Dichiarazione di Helsinki del 1964 come punto chiave. Il medico Henry Beecher ha denunciato protocolli scientifici eticamente carenti, inclusi casi come il Tuskegee Protocol, in cui placebo furono somministrati a malati neri affetti da sifilide, per studiarne le condizioni senza curarli effettivamente. Questo scandalo ha portato al Rapporto Belmont, stabilendo linee guida etiche per la sperimentazione biomedica su esseri umani, inclusa la giustizia nella distribuzione dei benefici derivanti.

### Il consenso informato
Richiamando i principi espressi dagli articoli 2, 13 e 32 della Costituzione Italiana, il consenso informato è definito nel Regolamento (UE) 536/2014 come l'espressione libera e volontaria di un soggetto a partecipare a una determinata sperimentazione clinica dopo essere stato informato di tutti gli aspetti relativi allo studio. Il consenso informato viene erroneamente identificato con il momento in cui il paziente appone la sua firma sul modulo preposto ad autorizzare la procedura, ma la firma del paziente ne rappresenta solamente la fase conclusiva. Il consenso informato è volto a porre il paziente nella condizione di poter compiere una scelta autonoma in merito allo studio proposto; deve quindi essere pensato come un processo informativo, composto da diverse fasi, in cui il paziente è assistito e supportato dal personale medico-sanitario nelle sue scelte di cura.
Il paziente deve essere messo nelle condizioni di comprendere che è chiamato a operare una scelta e deve essere posto nelle condizioni di acquisire le informazioni utili a compiere un'adeguata valutazione della ricerca proposta.
Tra gli elementi fondamentali figurano l'informazione al paziente, la comprensione degli elementi forniti e la volontarietà del consenso espresso. Particolarmente rilevante è il tempo che il medico dedica al paziente per condividere gli aspetti più importanti, per discutere le opzioni disponibili e per rispondere a eventuali richieste di chiarimenti. L'attenzione verso un'adeguata fruibilità del consenso da parte del paziente è fondamentale, in quanto impone di evitare di redigere consensi informati lunghi e densi di tecnicismi che non sono utili al paziente ma potrebbero costituire un ostacolo alla comprensione.

### Gli studi clinici e le sperimentazioni
Si possono distinguere diversi tipi di sperimentazioni cliniche (o studi clinici): studi osservazionali (o non interventistici) in cui si segue per lunghi periodi di tempo (e senza intervenire) una popolazione valutandone gli indicatori di salute che interessano; studi interventistici (sperimentali) comportano invece la partecipazione di volontari a un grande esperimento, in cui un intervento (vale a dire un farmaco, uno strumento preventivo, etc.) che si ritiene migliore di quello in uso viene somministrato per valutarne l'efficacia e la sicurezza. Entrambe le tipologie di sperimentazioni sono distinte a loro volta secondo il metodo pratico con cui vengono svolte: con farmaco, con dispositivo medico (indagine clinica), con altre prestazioni.
Gli studi clinici che hanno come obiettivo lo sviluppo di farmaci innovativi durano molti anni e si articolano in quattro fasi successive.
La prima è l'identificazione della dose e assorbimento del farmaco: i ricercatori determinano la dose appropriata del farmaco e studiano il suo assorbimento ed eliminazione nell'organismo. Condotta su un piccolo gruppo di volontari con rigorosi criteri di ammissione, questa fase determina il passaggio alle successive fasi di ricerca clinica. La seconda è la valutazione dell'attività, dei dosaggi e degli effetti collaterali: in un gruppo limitato di pazienti malati, si valuta l'attività del farmaco, si affinano i dosaggi e si monitorano gli eventuali effetti collaterali. La terza è la conferma dell'efficacia e della sicurezza su ampio campione: se il farmaco supera le prime due fasi, questa fase mira a confermare e documentare l'efficacia e il profilo di sicurezza. Questa coinvolge centinaia o migliaia di pazienti in numerosi centri di ricerca nazionali e internazionali. Il farmaco viene spesso confrontato con il trattamento standard, valutando benefici rispetto ai farmaci esistenti. Se i dati risultano favorevoli dopo il periodo di osservazione, il farmaco è pronto per la valutazione delle autorità competenti e l'approvazione per l'uso clinico. La quarta è la conferma su ampia scala dopo autorizzazione: questa fase avviene dopo l'autorizzazione del farmaco da parte delle autorità sanitarie competenti. Lo scopo principale è confermare, su un ampio numero di pazienti, l'efficacia e la tollerabilità già osservate nelle fasi precedenti.

## Consenso e rifiuto dei trattamenti

### Legge sul consenso informato e sulle disposizioni anticipate di trattamento in Italia
La Legge 22 dicembre 2017, n. 219, in vigore dal 31 gennaio 2018, riguarda il consenso informato e le disposizioni anticipate di trattamento (DAT) in ambito sanitario. La legge si basa sui principi della Costituzione e della Carta dei diritti fondamentali dell'Unione Europea, tutelando il diritto alla vita, salute, dignità e autodeterminazione della persona. Secondo la legge, il consenso informato, fondamentale per la relazione tra paziente e medico, deve essere libero, informato e documentato. Può essere espresso in forma scritta, attraverso videoregistrazioni o dispositivi di comunicazione per persone con disabilità, ed è inserito nella cartella clinica e nel fascicolo sanitario elettronico. La persona ha il diritto di rivedere le proprie decisioni in qualsiasi momento e il rifiuto o la rinuncia riguardano tutti gli accertamenti diagnostici e i trattamenti sanitari. Il medico, in caso di rinuncia o rifiuto di trattamenti necessari alla sopravvivenza, deve informare il paziente e, se questo acconsente, anche i familiari, sulle conseguenze e alternative, promuovendo il sostegno psicologico. Il medico è tenuto a rispettare la volontà del paziente e non è responsabile civilmente o penalmente in caso di rifiuto. Nelle emergenze, la cura è assicurata nel rispetto della volontà del paziente, se possibile.
La legge affronta anche i temi della terapia del dolore e della sedazione palliativa profonda, garantendo un'adeguata terapia del dolore e vietando l'ostinazione ragionevole nelle cure. Nei casi di prognosi infausta, il medico può ricorrere alla sedazione palliativa profonda continua con il consenso del paziente. Per i minori o incapaci, il consenso informato è espresso dai genitori o tutori, considerando la volontà del minore. Le persone inabilitate possono esprimere personalmente il consenso e sono previste disposizioni specifiche per coloro che hanno un amministratore di sostegno.
La legge introduce le disposizioni anticipate di trattamento (DAT), conosciute come "testamento biologico", permettendo alle persone di esprimere le proprie volontà in merito alle cure in situazioni future. L'articolo 5 tratta della pianificazione condivisa delle cure in casi di patologie croniche e invalidanti. Il Ministero della salute presenta annualmente una relazione al Parlamento sull'applicazione della legge, con informazioni fornite dalle regioni.

### Disposizioni anticipate di trattamento in Italia
Le disposizioni anticipate di trattamento (DAT), comunemente definite "testamento biologico" o "biotestamento", sono regolamentate dall'articolo 4 della Legge 219 del 22 dicembre 2017.
La legislazione contempla la possibilità per ogni individuo maggiorenne e dotato di capacità di intendere e di volere, in considerazione di una possibile futura incapacità di autodeterminazione e dopo aver acquisito adeguate informazioni mediche sulle conseguenze delle proprie decisioni, di esprimere le proprie volontà in merito a trattamenti sanitari, nonché di concedere o negare il consenso riguardo a:
- accertamenti diagnostici;
- scelte terapeutiche;
- trattamenti sanitari specifici.

Per redigere una DAT, è essenziale acquisire informazioni mediche approfondite sulle implicazioni delle scelte relative al consenso o al rifiuto di specifici accertamenti diagnostici, scelte terapeutiche e trattamenti sanitari (come nutrizione artificiale e idratazione artificiale). Sebbene la legge non preveda moduli specifici, alcuni comuni italiani hanno predisposto modelli facsimili. Si consiglia di consultare un medico di fiducia per ricevere le informazioni sanitarie necessarie e assistenza nella stesura della DAT.
Le DAT possono essere redatte in diverse forme, tra cui presso un notaio (con atto pubblico o scrittura privata autenticata), presso l'Ufficio di stato civile del comune di residenza, presso strutture sanitarie competenti in regioni che abbiano regolamentato la raccolta delle DAT, o presso gli uffici consolari italiani per cittadini all'estero. In caso di impossibilità fisica del paziente, le DAT possono essere espresse attraverso videoregistrazione o dispositivi adatti alle persone con disabilità.
Le DAT possono essere rinnovate, modificate e revocate in qualsiasi momento, nelle stesse forme di redazione. In situazioni di emergenza e urgenza, la revoca può essere effettuata verbalmente o attraverso videoregistrazione con l'assistenza di un medico e due testimoni, qualora le forme previste dalla legge siano impraticabili.
Le DAT consegnate a notai, comuni, strutture sanitarie competenti e consolati italiani sono trasmesse e inserite nella banca dati nazionale delle DAT, istituita presso il Ministero della salute dalla legge di bilancio 2018. La nomina di un fiduciario è possibile e il medico è tenuto al rispetto delle DAT, fatta eccezione per situazioni specifiche in cui possano essere disattese in accordo con il fiduciario. In caso di conflitto tra fiduciario e medico, la decisione è sottoposta al giudice tutelare. Se la DAT non contiene indicazioni sul fiduciario o se quest'ultimo rinuncia, decide o diviene incapace, il giudice tutelare può nominare un amministratore di sostegno, garantendo l'efficacia delle volontà del disponente.